# Giusvalla
Giusvalla ( Giüsvala,  Giüsvalla, oppure Giüšvalla in ligure, Giusvâla in piemontese) è un comune italiano di 397 abitanti della provincia di Savona in Liguria.

## Geografia fisica
Il comune è situato nel versante settentrionale dell'Appennino ligure, adiacente al torrente Giusvalletta, nella valle dell'Erro.

## Storia

La chiesa parrocchiale di San Matteo

La leggenda vuole che un re longobardo (forse Liutprando) nell'VIII secolo edificasse l'abbazia di San Salvatore di Visiovalla (Visiovallis), nella zona oggi definita "Valla", dandola ai monaci di Bobbio. Moriondo in Monumenta Aquensia ricorda che detta abbazia fu distrutta dalla "perfida gente saracena" durante una scorreria verso la metà del X secolo; altre incursioni saracene si verificheranno tra l'889 e il 920 e ancora nel 970. Di questa abbazia nulla si conserva se non un bassorilievo murato in una balaustra della locale chiesa parrocchiale (rappresenta un pellicano).
Pochi anni dopo l'assalto e la distruzione dell'abbazia di Giusvalla ad opera dei Saraceni e le continue scorrerie sul territorio, Anselmo, figlio del marchese Aleramo, eresse la nuova abbazia di San Quintino di Spigno Monferrato nell'Alessandrino, come forma di contrasto alle scorrerie e difesa dei pellegrini e della via commerciale lungo la via tra Savona e Acqui Terme.
Il nuovo edificio di culto fu dotato di tutti i beni e i diritti appartenuti all'abbazia del Salvatore, più numerosi altri nelle diocesi di Savona, Acqui, Alba, Alessandria e Torino.
Il borgo venne quindi compreso nella Marca Aleramica dal X secolo e, divenuto possesso di Bonifacio del Vasto nel 1091, fu munito di un castello per la difesa del paese; nel 1142 divenne dominio feudale della famiglia dei Del Carretto.
Nei secoli successivi il territorio cambiò più volte proprietario signorile: dei marchesi di Ponzone nel 1327, dei marchesi del Monferrato nel 1444, della famiglia genovese Spinola nel corso del XVI secolo, dell'altra famiglia genovese Imperiale ed infine dei San Martino di Agliè.
Nel 1738 passò sotto il Regno di Sardegna seguendone le sorti fino all'Unità d'Italia.
Con la prima campagna d'Italia di Napoleone Bonaparte, sull'onda della rivoluzione francese, il territorio di Giusvalla rientrò dal 2 dicembre 1797 nel Dipartimento del Letimbro, con capoluogo Savona, all'interno della Repubblica Ligure. Dal 28 aprile 1798 con i nuovi ordinamenti francesi, rientrò nel X Cantone, capoluogo Sassello, della Giurisdizione di Colombo e dal 1803 centro principale del I Cantone di Savona nella Giurisdizione di Colombo. Annesso al Primo Impero francese dal 13 giugno 1805 al 1814 fu inserito nel Dipartimento di Montenotte.
Nel 1815 venne inglobato nel Regno di Sardegna, così come stabilì il Congresso di Vienna del 1814, e successivamente nel Regno d'Italia dal 1861. Dal 1859 al 1927 il territorio fu compreso nel VII mandamento di Dego del circondario di Savona facente parte della provincia di Genova; nel 1927 anche il territorio comunale giusvallino passò sotto la neo costituita provincia di Savona.
Dal 1973 al 30 aprile 2011 ha fatto parte della Comunità montana del Giovo.

### Simboli
Stemma
Gonfalone

Lo stemma e il gonfalone sono stati concessi con decreto del presidente della Repubblica del 19 gennaio 1999.

## Monumenti e luoghi d'interesse

### Architetture religiose
- Chiesa parrocchiale di San Matteo nel capoluogo. Conserva al suo interno una pregiata acquasantiera e una balaustra in altorilievo con antiche raffigurazioni (un pellicano e un pesce[5]) risalenti forse al XIII secolo[5], provenienti, pare, dall'antica abbazia di San Salvatore di Giusvalla[5], distrutta dai saraceni nel X secolo[5].
- Pittoresca la chiesetta campestre in località Molino dedicata alla Madonna del Deserto, eretta nel 1912. Conserva una statua in legno del XIX secolo e qui vi si festeggia la ricorrenza della Madonna del Deserto la prima domenica di settembre.

### Architetture civili
- Teatro-sala comunale "Monica Perrone", nel capoluogo, presso l'ex oratorio di San Rocco.

### Architetture militari
- Castello di Giusvalla. Eretto dagli Aleramici[5], fu ricostruito in un periodo intorno al XIV secolo[5]. Ad oggi rimangono soltanto qualche rudere delle mura presso un'altura.

## Società

### Evoluzione demografica
Abitanti censiti

Tra la fine dell'Ottocento e per larga parte del Novecento forte è stata l'emigrazione di giusvallini soprattutto in Sud America, in specie verso Montevideo (Uruguay).

### Etnie e minoranze straniere

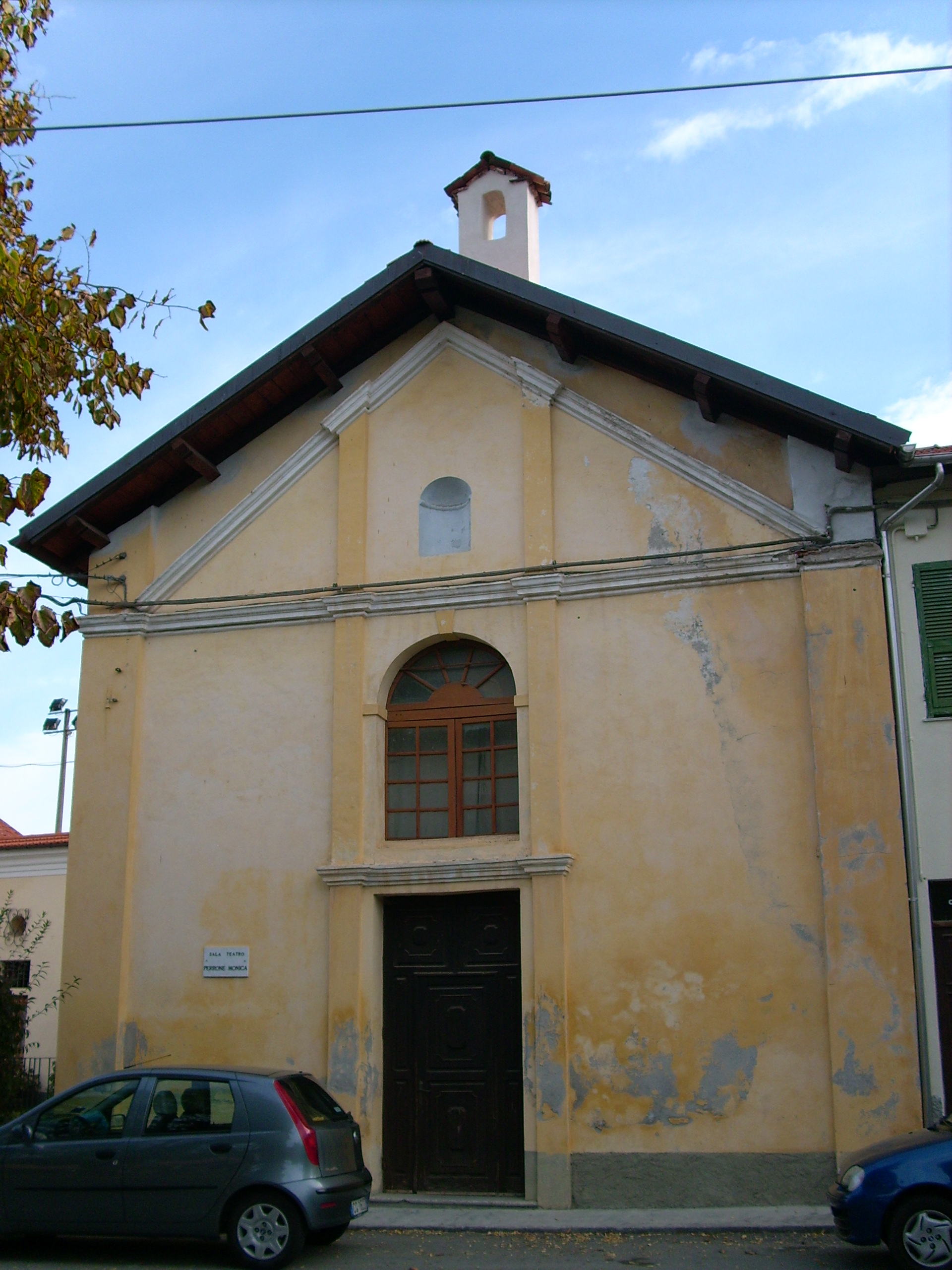
Il teatro-sala "Monica Perrone" presso l'ex oratorio di San Rocco

Secondo i dati Istat al 31 dicembre 2019, i cittadini stranieri residenti a Giusvalla sono 53, così suddivisi per nazionalità, elencando per le presenze più significative:
1. Romania, 33

## Geografia antropica
Il territorio comunale è costituito solamente dal capoluogo per una superficie territoriale di 19,7 km2.
Confina a nord con i comuni alessandrini di Spigno Monferrato e Pareto, a sud con Cairo Montenotte, ad ovest con Dego, ad est con Mioglia e Pontinvrea.

## Economia
Le principali risorse economiche sono legate all'attività agricola e all'allevamento del bestiame. Tra i principali prodotti sono coltivati i cereali, le patate, i funghi e le castagne. Di nota anche il turismo di villeggiatura o legato all'escursionismo.

## Infrastrutture e trasporti

### Strade
Il centro di Giusvalla è attraversato principalmente dalla strada provinciale 542 di Pontinvrea la quale gli permette il collegamento stradale con Pontinvrea, ad est, e Dego ad ovest.

## Amministrazione

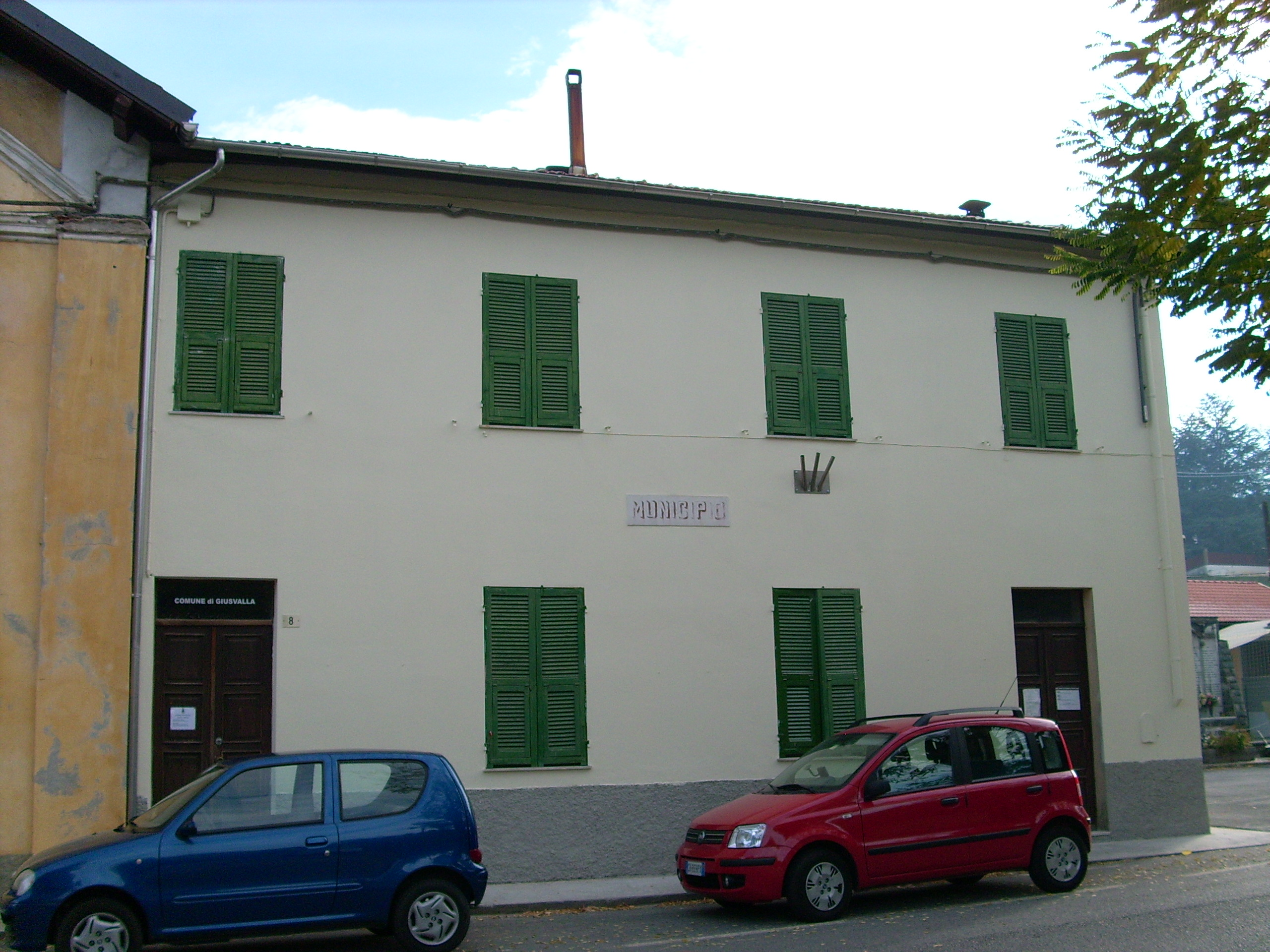
Il municipio

| Periodo          | Periodo        | Primo cittadino     | Partito                      | Carica      | Note   |
| ---------------- | -------------- | ------------------- | ---------------------------- | ----------- | ------ |
| 18 dicembre 1987 | 8 giugno 1990  | Roberto Finessi     | Indipendente                 | Sindaco     |        |
| 8 giugno 1990    | 24 aprile 1995 | Roberto Finessi     | Partito Socialista Italiano  | Sindaco     |        |
| 24 aprile 1995   | 14 giugno 1999 | Elio Angelo Ferraro | lista civica                 | Sindaco     |        |
| 14 giugno 1999   | 14 giugno 2004 | Elio Angelo Ferraro | lista civica                 | Sindaco     |        |
| 14 giugno 2004   | 8 ottobre 2006 | Domenico Rossi      | ista civica                  | Sindaco     | [ 11 ] |
| 15 novembre 2006 | 28 maggio 2007 | Elio Angelo Ferraro | lista civica                 | Vicesindaco | [ 12 ] |
| 29 maggio 2007   | 21 maggio 2012 | Elio Angelo Ferraro | Per Giusvalla (lista civica) | Sindaco     |        |
| 25 maggio 2012   | 11 giugno 2017 | Marco Perrone       | Per Giusvalla (lista civica) | Sindaco     |        |
| 12 giugno 2017   | 13 giugno 2022 | Marco Perrone       | Per Giusvalla (lista civica) | Sindaco     |        |
| 13 giugno 2022   | in carica      | Marco Perrone       | Per Giusvalla (lista civica) | Sindaco     |        |